# Rendez-vous à Paris avec Maurice Chevalier N°2
Albums de Maurice Chevalier
Rendez-vous à Paris avec Maurice Chevalier N°1
(1954) Rendez-vous à Paris avec Maurice Chevalier N°3
(1954)
Rendez-vous à Paris avec Maurice Chevalier N°2 est le troisième 33 tours de Maurice Chevalier et le second d'une série de trois albums publiés par Decca. Maurice Chevalier a écrit les paroles de Môme de môme, écrit et composé Alhambra 1905, et était l'un des paroliers de La Marche de Ménilmontant qui fut écrite en 1942.

## Liste des chansons
| No | Titre                     | Paroles                              | Musique             | Durée |
| -- | ------------------------- | ------------------------------------ | ------------------- | ----- |
| 1. | Quand le bâtiment va      | Jacques Mareuil et Max François      | Jack Ledru          | 2:31  |
| 2. | Môme de môme              | Maurice Chevalier                    | Henri Betti         | 2:51  |
| 3. | Faut être forts           | Françoise Dorin                      | Françoise Dorin     | 3:26  |
| 4. | La Marche de Ménilmontant | Maurice Chevalier et Maurice Vandair | Charles Borel-Clerc | 2:51  |
| 5. | Oui, mais les plus belles | Fred Pearly                          | Fred Pearly         | 2:23  |
| 6. | Le petit roi              | Robert Chabrier                      | Robert Chabrier     | 2:13  |
| 7. | Alhambra 1905             | Maurice Chevalier                    | Maurice Chevalier   | 3:08  |
| 8. | Mimile                    | Jean Boyer                           | Georges van Parys   | 4:20  |
| 9. | Quand un vicomte          | Jean Nohain                          | Mireille            | 2:26  |